# Cephalocyclus fuliginosus
Cephalocyclus fuliginosus är en skalbaggsart som beskrevs av Edgar von Harold 1863. Cephalocyclus fuliginosus ingår i släktet Cephalocyclus och familjen Aphodiidae. Inga underarter finns listade.